# Oramia solanderensis
Oramia solanderensis är en spindelart som beskrevs av Forster och Wilton 1973. Oramia solanderensis ingår i släktet Oramia och familjen trattspindlar. Inga underarter finns listade i Catalogue of Life.